# Patrick Quentin
Patrick Quentin, resp. Q. Patrick, je pseudonym autorského týmu (Richard Wilson Webb, Martha Mott Kellyová, Mary Louisa White-Answellová a Hugh Callingham Wheeler), který vydával v letech 1931–1965 v USA detektivní romány. K dalším používaným pseudonymům autorů patří Jonathan Stagge.

## Historie spolupráce týmu
Duchovním otcem pseudonymu byl americký spisovatel britského původu Richard Wilson Webb (1901–1966), který roku 1931 napsal společně s herečkou Marthou Mott Kellyovou (1906–2005) román Cottage Sinister a vydal jej pod pseudonymem Q. Patrick. Toto jméno autoři vytvořili ze svých přezdívek Patsy+Rick a Q přidali pro zajímavost. Roku 1932 vydala tato autorská dvojice ještě jeden román a tím jejich spolupráce skončila. Webb si pak našel novou spolupracovnici Mary Louisu White-Answellovou (1902–1984), se kterou vydal pod stejným pseudonymem další dvě knihy a jednu knihu napsal sám.
Roku 1936 požádal Webb svého přítele, původem rovněž z Anglie, Hugha Callinghama Wheelera (1912–1987), aby se s ním podílel na tvorbě nové řady románů s detektivem Petrem Duluthem. Společně vydaným románem A Puzzle for Fools (Záhada pro blázny) zahájili svou dlouholetou spolupráci, jejímž výsledkem byla celá řada knih, napsaných pod pseudonymy Q. Patrick, Patrick Quentin a Jonathan Stage. Jejich první romány mají charakter tradiční britské detektivky, pak začínají být příběhy realističtější a více psychologicky propracované. Odehrávají se obvykle v komorním rodinném prostředí, poznamenaném vzájemnou podezíravostí nejbližších lidí. Většina jejich příběhů nepatří do žádné série se stejnou vyšetřující osobou, přesto se jim podařilo vytvořit postavy tří detektivů: Petra Dulutha, divadelního producenta, Timothyho Tranta, klasicky vzdělaného newyorského policejního důstojníka, a doktora Hugha Westlaka, praktického pensylvánského lékaře.
Když Webb přestal ze zdravotních důvodů na počátku 50. let psát, pokračoval Wheeler v psaní pod zavedenými pseudonymy sám a knihy vydané od roku 1952 jsou již jen jeho dílem. V druhé polovině 60. let se jako prozaik odmlčel a dál se věnoval pouze divadlu a psaní divadelních her, libret k muzikálům a scénářů.

### Pod pseudonymem Q. Patrick
- Cottage Sinister (1931), Weeb a Kelleyová.
- Murder at the Women's City Club (1932), Webb a Kelleyová.
- Murder at the 'Varsity (1933), Webb sám.
- S.S. Murder (1933), Webb a Aswellová.
- The Grindle Nightmare (1935, Děsivé noci v Grindle), Webb a Aswellová.
- Death Goes to School (1936, Smrt ve škole), Webb a Wheeler.
- Death for Dear Clara (1937, Smrt pro drahou Claru), Webb a Wheeler, série s inspektorem Trantem.
- The File on Fenton and Farr (1938), Webb a Wheeler.
- The File on Claudia Cragge (1938), Webb a Wheeler, série s inspektorem Trantem.
- Death and the Maiden (1939, Dívka a smrt), Webb a Wheeler, série s inspektorem Trantem.
- Return to the Scene (1941), Webb a Wheeler.
- Danger Next Door (1952), Webb a Wheeler.
- The Girl on the Gallows (1954).

### Pod pseudoynmem Patrick Quentin
- A Puzzle for Fools (1936, Záhada pro blázny), Webb a Wheeler, série s Petrem Duluthem.
- Puzzle for Players (1938, Záhada pro herce), Webb a Wheeler, série s Petrem Duluthem.
- Puzzle for Puppets (1944, Záhada pro loutky), Webb a Wheeler, série s Petrem Duluthem.
- Puzzle for Wantons (1945, Záhada pro boháče), Webb a Wheeler, série s Petrem Duluthem.
- Puzzle for Fiends (1946, Záhada pro zloduchy), Webb a Wheeler, série s Petrem Duluthem.
- Puzzle for Pilgrims (1947, Záhada pro poutníky), Webb a Wheeler, série s Petrem Duluthem.
- Run to Death (1948, Do náruče smrti), Webb a Wheeler, série s Petrem Duluthem.
- The Follower (1950, Na stopě), Webb a Wheeler.
- Black Widow (1952, Záhada pro černou vdovu), Webb a Wheeler, série s Petrem Duluthem.
- My Son, the Murderer (1954), také jako The Wife of Ronald Sheldon (Manželka Ronalda Sheldona), série s Petrem Duluthem.
- The Man with Two Wives (1955, Mé dvě ženy), série s inspektorem Trantem.
- The Man in the Net (1956, Muž v osidlech).
- Suspicious Circumstances (1957, Podezřelé okolnosti).
- Shadow of Guilt (1959, Stín viny), série s inspektorem Trantem.
- The Green-Eyed Monster (1960, Zelenooká stvůra).
- The Ordeal of Mrs. Snow (1961).
- Family Skeletons (1965, Mrtvý host), série s inspektorem Trantem.
- The Puzzles of Peter Duluth (2016), soubor povídek.

### Pod pseudonymem Jonathan Stagge
Všechny knihy jsou společným dílem Webba a Wheelera a patří do série s doktorem Hughem Westlakem.
- Murder Gone to Earth (1936)
- Murder or Mercy? (1937)
- The Stars Spell Death (1939, Hvětdy věští smrt)
- Turn of the Table (1940)
- The Yellow Taxi (1942)
- The Scarlet Circle (1943)
- Death, My Darling Daughters (1945)
- Death's Old Sweet Song  (1946)
- The Three Fears(1949)

## Filmové adaptace
- Homicide for Three (1948), americký film podle románu Puzzle for Puppets, režie George Blair.
- Black Widow (1954), americký film podle stejnojmenného románu, režie Nunnally Johnson.
- The Strange Awakening (1958), britský film podle románu Puzzle for Fiends, režie Montgomery Tully, v hlavní roli Lex Barker.
- The Man in the Net (1959), americký film podle stejnojmenného románu, režie Michael Curtiz.
- L'homme à femmes (1960), francouzský film podle románu Shadow of Guilt, režie Jacques-Gérard Cornu.
- Le rendez-vous (1961), francouzský film podle románu The Man with Two Wives, režie Jean Delannoy.
- The Ordeal of Mrs. Snow (1964), epizoda z amerického televizního seriálu The Alfred Hitchcock Hour (Zadáno pro Alfreda Hitchcocka) podle stejnojmenného románu, režie Robert Stevens.
- Claire (1967), západoněmecký televizní film podle povídky, režie Peter Lilienthal.
- Tsuma futari (1967), japonský film podle románu The Man with Two Wives, režie Jasuzo Masumura.
- Dívka a smrt (1968), český televizní film podle autorova románu Death and the Maiden, režie Jaroslav Dudek, v roli policisty Trenta Radoslav Brzobohatý.
- Konfrontace (1971), český televizní film podle románu The Green-Eyed Monster, režie Jiří Sequens, v hlavních rolích Jiří Vala, Milena Dvorská a Slávka Budínová.
- Muž v osidlech (1973), český televizní film podle románu The Man in the Net, režie Jiří Sequens, v hlavních rolích Rudolf Jelínek, Marie Drahokoupilová a Hana Maciuchová.
- Podezřelé okolnosti (1977), český televizní film podle románu Suspicious Circumstances, režie Karel Pokorný, v hlavních rolích Jana Hlaváčová, Václav Voska a Alena Vránová.
- Vo vyhni poludnia (1981), slovenský televizní film podle románu The Man with Two Wives, režie Peter Mikulík, v roli policisty Trenta Martin Huba.
- Familienschande (1988), západoněmecký televizní film podle románu Family Skeletons, režie Franz Peter Wirth.
- L'assassin est à bord (1989), epizoda z francouzského televizního seriálu Le masque podle románu S.S. Murder, režie Jacques Cornet.
- Una verità come un'altra (1989), italský televizní film podle románu The Man with Two Wives, režie Gianluigi Calderone.
- Polední žár (1997), český televizní film podle románu The Man with Two Wives, režie Zdeněk Zelenka, v roli policisty Trenta Jaroslav Mrkvička.
- Manželka Ronalda Sheldona (2002), český televizní film podle románu The Wife of Ronald Sheldon, režie Zdeněk Zelenka, v roli Petra Dulutha Viktor Preiss.
- Stín viny (2003), český televizní film podle románu Shadow of Guilt, režie Zdeněk Zelenka, v roli policisty Trenta Jan Hrušínský.

## Česká vydání
- Dívka a smrt, Plzákovo nakladatelství, Praha 1946, přeložila Marie Hrubcová.
- Hvězdy věští smrt. Práce, Praha 1947, přeložila Jarmila Štenglová, znovu Siesta, Praha 1991.
- Záhada pro herce, Orbis, Praha 1969, přeložil Ladislav Bezpalec.
- Záhada pro loutky, Orbis, Praha 1970, přeložila Milada Šimsová.
- Třikát bez detektiva, Odeon, Praha 1970, přeložili Wanda Zámecká, František Jungwirth a František Vrba, obsahuje romány Zelenooká stvůra, Muž v osidlech a Podezřelé okolnosti, znovu Grafoprint-Neubert, Praha 1994.
- Muž v osidlech, Odeon, Praha 1973, přeložil František Jungwirth.
- Mé dvě ženy, Mladá fronta, Praha 1977, přeložil Josef Schwarz.
- Záhada pro blázmy, Melantrich, Praha 1992, přeložila Běla Dintrová.
- Třikrát záhada pro Petra Duluthe, Grafoprint-Neubert, Praha 1994, přeložili Ladislav Bezpalec, Milada Šimsová a Jarmila Rosíková, obsahuje Záhada pro herce, Záhada pro loutky a Záhada pro zloduchy.
- Záhada pro poutníky, Tamtam, Praha 1996, přeložil Pavel Kaas.
- Manželka Ronalda Sheldona, Brána, Praha 1996, přeložila Jana Melicharová, znovu Albatros Media a Česká televize, Praha 2011.
- Záhada pro černou vdovu, Tamtam, Praha 1997, přeložil Pavel Kaas.
- Záhada pro boháče, Tamtam, Praha 1997, přeložila Zlata Kufnerová.
- Na stopě, Mustang, Plzeň 1997, přeložila Leona Horáková.
- Stín viny, Brána, Praha 1998, přeložila Vlasta Dvořáčková.
- Mtrvý host, Brána, Praha 2000, přeložil Stanislav Pavlíček.
- Děsivé noci v Grindle; Smrt pro drahou Claru, Beta-Dobrovský, Praha 2000, přeložili Kristýna Rosenbaumová a Jiří Bartoň.
- Smrt ve škole; Do náručí smrti, Beta-Dobrovský, Praha 2001, přeložil Jiří Bartoň.